# お国自慢にしひがし
『お国自慢にしひがし』（おくにじまんにしひがし）は、1974年4月4日から1978年3月27日までNHK総合テレビで放送されていたバラエティ番組である。全156回。同年3月21日（木曜） 20:00 - 20:55 （日本標準時）に一度パイロット版を放送した後、同年4月にレギュラー放送を開始した。

## 概要
8年間にわたって放送されていた前番組『ふるさとの歌まつり』（司会：宮田輝 → 北出清五郎）のリニューアル版である。この番組も『ふるさとの歌まつり』と同様に、日本各地の市民会館や文化会館などで公開録画を行っていた。内容は、その土地の職業・名産品・人物などをトークやクイズで紹介する「お国自慢」と、その土地の出身歌手による歌の披露が中心だった。

## 放送時間
いずれも日本標準時。
- 木曜 20:00 - 20:54 （1974年4月4日 - 1976年4月1日） - 1974年・1975年とも8月は1回も放送されなかったが、1974年8月8日から同年8月22日には『お国自慢夏まつり』、1975年8月7日から同年8月21日には『納涼お国自慢』といった同系列番組を放送した。
- 水曜 20:00 - 20:49 （1976年4月7日 - 1977年3月23日） - 移動とともに放送枠が5分縮小。同じ時間帯に不定期番組『ゲーム プレイミュージック』[1]が放送されていたため、月末週には放送を休止していた[2][3]。
- 月曜 19:30 - 20:19 （1977年4月4日 - 1978年3月27日）

## 司会
いずれも当時NHKアナウンサー。
- 金子辰雄（1974年3月21日）
- 山川静夫（1974年4月4日 - 1976年3月11日）
- 相川浩（1976年3月18日 - 1978年3月27日）

## アシスタント
- 岸じゅんこ

## 映像の保存状況
この番組もNHKがマスターVTRを保有していない番組の1つであるが、NHKアーカイブスには番組の記録映像が3本ある。このうち、広島県庄原市の口和郷土資料館から提供された1977年9月19日放送分の映像（同市内で公開収録された回）は、日本各地のNHK放送局内にある番組公開ライブラリーでの視聴も可能になっている。